# Le prince de Galles
Le prince de Galles (česky Princ z Walesu) byl francouzský němý film z roku 1902. Režisérem byl Louis Lumière (1864–1948). Film je považován za ztracený.

## Děj
Film zachycoval syna tehdejší britské královny Viktorie Eduarda, prince z Walesu.